# One More Pint!
キリン一番搾り One More Pint!（きりんいちばんしぼり ワン モア パイント！）は、NACK5のラジオ番組。

## 番組概要
ゲストを迎え、パーソナリティとゲストがビール（キリン一番搾り生ビール）を飲みながら、ゲストが紹介する曲とリスナーのリクエスト曲を2～3曲かけ、それにまつわる思い出やエピソードを語っていく。
番組公式Twitterではツイッターテーマを設け、番組放送中にリスナーのつぶやきを募っていた。公式Twitterハッシュタグは「#ヒャダワン」。
諸事情により2020年10月16日から同年12月18日まで放送を休止し、代替番組として『NACK5 FRIDAY SPECIAL』を放送していたが、同12月25日にリニューアル、パーソナリティがヒャダインへ交代の上再開された。
2023年3月3日の放送分で番組終了が公表され、同月31日番組終了。約12年間の放送に幕を閉じた。
後番組『ヒャダイン Up Your Life』。

## パーソナリティ
- ブラザー・トム（2011年5月6日 - 2020年10月9日）
- ヒャダイン（2020年12月25日 - 2023年3月31日）